# Uitspraak Stichting bevordering kwaliteit leefomgeving Schiphol
Uitspraak Stichting bevordering kwaliteit leefomgeving Schiphol (ABRvS 17 september 2014) is een arrest van de Nederlandse Afdeling bestuursrechtspraak van de Raad van State (ABRvS). Het arrest geeft nadere invullingen in welke gevallen een privaatrechtelijke rechtspersoon zonder wettelijke grondslag toch aangemerkt moet worden als bestuursorgaan.

## Aanleiding
De Stichting bevordering kwaliteit leefomgeving Schiphol was opgericht door de provincie Noord-Holland en Luchthaven Schiphol (N.V.), en heeft als doel "het bevorderen van de kwaliteit van de woon-, werk- en leefomgeving in de Schipholregio". Dit doet de stichting door het doen van uitkeringen in natura of in geld. 
De wederpartij had een aanvraag ingediend voor een uitkering in natura, maar deze werd door het bestuur van de stichting afgewezen. Daarna maakte de wederpartij daartegen bezwaar, wat door het bestuur ongegrond werd verklaard. Wederpartij wilde in beroep bij de bestuursrechter tegen het besluit, maar de rechtbank verklaarde zich onbevoegd omdat het stichtingsbestuur geen bestuursorgaan zou zijn. De rechtbank verwees hierbij naar de eerdere uitspraak van de ABRvS, namelijk Arrest Stichting Silicose Oud-Mijnwerkers. Het stichtingsbestuur ging in beroep tegen de uitspraak van de rechter. Zij betoogde dat zij wel aangemerkt moest worden als bestuursorgaan in de zin van art. 1:1 lid 1 sub b van de Algemene wet bestuursrecht (een zogenoemd "b-bestuursorgaan"), ondanks het ontbreken van een wettelijke grondslag.

## Uitspraak
De ABRvS bevestigde in haar uitspraak dat privaatrechtelijke rechtspersonen in de regel geen bestuursorganen zijn, zonder een expliciete wettelijke grondslag. Als het gaat om privaatrechtelijke rechtspersonen die uitkeringen doen, kan er echter een uitzondering gemaakt worden op de regel. De ABRvS stelt dat er in zo'n geval toch sprake kan zijn van een b-bestuursorgaan bij het verstrekken van subsidies of op geld te waarderen voorzieningen, als voldaan is aan twee vereisten. Het eerste vereiste is dat de inhoudelijke criteria voor het doen van de uitkeringen in beslissende mate bepaald worden door overheden (het inhoudelijke vereiste). Het tweede vereiste is dat de uitkeringen gedaan door deze rechtspersoon in beginsel voor twee derden of meer gefinancierd wordt door overheden (het financiële vereiste).
Aangezien er in het geval van de Stichting bevordering kwaliteit leefomgeving Schiphol aan geen van beide vereisten voldaan werd, verwierp de ABRvS het beroep van het stichtingsbestuur.

## Relevantie
Eerder, al voor de inwerkingtreding van de Algemene wet bestuursrecht, had de ABRvS al bepaald dat er sprake kan zijn van een "buitenwettelijk bestuursorgaan". Namelijk in haar Arrest Stichting Silicose Oud-Mijnwerkers en de daar uit voortvloeiende "publieketaak"-jurisprudentie. Er was echter veel kritiek op deze lijn, omdat de criteria te vaag zouden zijn. Met dit arrest verduidelijkt de ABRvS onder welke omstandigheden er sprake kan zijn van een buitenwettelijk bestuursorgaan. Sommige organisaties die vóór deze uitspraak als buitenwettelijk bestuursorgaan werden gekwalificeerd, werden dat na deze uitspraak niet meer.